# Moulins-Saint-Hubert
Moulins-Saint-Hubert és un municipi francès situat al departament del Mosa i a la regió del Gran Est. L'any 2007 tenia 169 habitants.

## Demografia

### Població
El 2007 la població de fet de Moulins-Saint-Hubert era de 169 persones. Hi havia 70 famílies, de les quals 20 eren unipersonals (12 homes vivint sols i 8 dones vivint soles), 27 parelles sense fills i 23 parelles amb fills.
La població ha evolucionat segons el següent gràfic:
Habitants censats

### Habitatges
El 2007 hi havia 78 habitatges, 71 eren l'habitatge principal de la família, 5 eren segones residències i 2 estaven desocupats. Tots els 78 habitatges eren cases. Dels 71 habitatges principals, 67 estaven ocupats pels seus propietaris i 4 estaven llogats i ocupats pels llogaters; 9 tenien tres cambres, 23 en tenien quatre i 39 en tenien cinc o més. 53 habitatges disposaven pel capbaix d'una plaça de pàrquing. A 28 habitatges hi havia un automòbil i a 31 n'hi havia dos o més.

### Piràmide de població
La piràmide de població per edats i sexe el 2009 era:
| Homes | Edats   | Dones |
| ----- | ------- | ----- |
| 0     | 95 o +  | 0     |
| 0     | 90 a 94 | 0     |
| 0     | 85 a 89 | 4     |
| 0     | 80 a 84 | 0     |
| 0     | 75 a 79 | 4     |
| 0     | 70 a 74 | 4     |
| 8     | 65 a 69 | 12    |
| 4     | 60 a 64 | 8     |
| 0     | 55 a 59 | 0     |
| 4     | 50 a 54 | 0     |
| 4     | 45 a 49 | 4     |
| 4     | 40 a 44 | 4     |
| 4     | 35 a 39 | 16    |
| 16    | 30 a 34 | 8     |
| 0     | 25 a 29 | 4     |
| 0     | 20 a 24 | 8     |
| 0     | 15 a 19 | 4     |
| 8     | 10 a 14 | 4     |
| 8     | 5 a 9   | 16    |
| 8     | 0 a 4   | 8     |

## Economia
El 2007 la població en edat de treballar era de 103 persones, 65 eren actives i 38 eren inactives. De les 65 persones actives 62 estaven ocupades (35 homes i 27 dones) i 3 estaven aturades (2 homes i 1 dona). De les 38 persones inactives 12 estaven jubilades, 5 estaven estudiant i 21 estaven classificades com a «altres inactius».

### Ingressos
El 2009 a Moulins-Saint-Hubert hi havia 72 unitats fiscals que integraven 184 persones, la mediana anual d'ingressos fiscals per persona era de 14.658 €.

### Activitats econòmiques
Dels 7 establiments que hi havia el 2007, 1 era d'una empresa extractiva, 1 d'una empresa de construcció, 1 d'una empresa d'hostatgeria i restauració i 4 d'empreses de serveis.
Dels 2 establiments de servei als particulars que hi havia el 2009, 1 era una fusteria i 1 restaurant.
L'any 2000 a Moulins-Saint-Hubert hi havia 5 explotacions agrícoles.

## Equipaments sanitaris i escolars
El 2009 hi havia una escola maternal integrada dins d'un grup escolar amb les comunes properes formant una escola dispersa.

## Poblacions més properes
El següent diagrama mostra les poblacions més properes.